# Melvin Fowell
Melvin Fowell (ur. 2 sierpnia 1960) – brytyjski lekkoatleta specjalizujący się w biegach sprinterskich.

## Sukcesy sportowe
W 1979 r. zdobył tytuł mistrza Wielkiej Brytanii juniorów w biegu na 400 metrów. Największy sukces na arenie międzynarodowej odniósł w 1979 r. w Bydgoszczy, zdobywając podczas mistrzostw Europy juniorów brązowy medal w biegu na 400 metrów (z czasem 46,63, za Hartmutem Weberem i Andreasem Knebelem). Startował również w finale biegu sztafetowego 4 x 400 metrów, w którym brytyjscy sprinterzy zajęli V miejsce.

## Rekordy życiowe
- bieg na 400 m – 46,24 – Londyn 15/06/1980[3]